# Дивизија Бранденбург
Дивизија Бранденбург је била специјална немачка јединица названа по истоименој области у Немачкој. Она није била класична фронтовска дивизија. Настала је организационим потчињавањем групе обавештајно-диверзантских пукова и батаљона под један дивизијски штаб априла 1943.
Дивизију Бранденбург сачињавале су специјалне обавештајне и диверзантске копнене, морнаричке и ваздухопловне формације намењене за дејства у непријатељској позадини, за вођење тзв. малог рата, као и за вршење диверзија, саботажа и препада на штабове, команде и друге установе. Њени делови изводили су специјалне операције у Тунису, на Источном фронту, у Италији и Грчкој, а са распламсавањем партизанског рата у Југославији, њене снаге се све више концентришу у Југославији и специјализују за противпартизанску борбу.
Формирање дивизије почело је крајем 1942. преформирањем наставног пука „Бранденбург“. Званичан датум формирања је 1. април 1943. Тада се у дивизији налазило 5 пукова (од којих је 5. пук био наставни), падобрански батаљон „Бранденбург“ и Батаљон обалских ловаца. При формирању дивизија је непосредно била везана за адмирала Вилхелма Канариса, шефа немачке војнообавештајне службе Абвер, а од 1943. потпала је непосредно под команду немачке Врховне команде Вермахта. То је била моторизована дивизија, од које су се увек најмање три пука налазили на југословенском ратишту.
Њени батаљони и штабови задужени су од штаба Друге оклопне армије за организовање, обавештајну и диверзантску употребу четника и разних милиција против НОВЈ. 1. пук Бранденбург је у Далмацији усмеравао и користио Динарску дивизију ЈВуО, док је 2. пук на територији Санџака формирао муслиманску Легију Кремплер и координирао заједничка дејства снага ЈВуО и муслиманске милиције против НОВЈ.
У рејону са обе стране друма Пљевља—Чајниче, Дивизија је, између 25. јануара и 6. марта 1944, разбила неколико напада четничких одреда и припадника немачког 2. пука »Бранденбург«, стационираних у Пљевљима.
Након избијања кризе у Србији августа 1944, сви делови потчињени дивизијском штабу Бранденбург прикупљени су у Србији, где су учествовали у борбама против НОВЈ и касније Црвене армије. Током ових борби претрпела је тешке губитке, па је у њен састав као појачање интегрисано људство јуришне дивизије „Родос“ које је авионима пребачено из Грчке.
Дивизија је у октобру задужена за задржавајућу одбрану у Бачкој, где је први пут деловала као прикупљена фронтовска дивизија, па је преформирана као „Гренадирска дивизија Бранденбург“. У новембру 1944. је представљала главну немачку одбрамбену снагу против совјетско-југословенског десанта код Батине. У овим борбама претрпела је тешке губитке, кад је спала на 130 бораца у просеку по једном батаљону.
Након сређивања и извесне попуне људством и техником, 1944. преформирана је као Оклопна гренадирска дивизија Бранденбург. Под командом штаба Друге оклопне армије водила је борбе у јужној Мађарској, а капитулација ју је затекла у Аустрији, где се предала Црвеној армији.